# Manny Ramirez
Manuel "Manny" Aristides Ramirez Onelcida (30. svibnja 1972. godine u Santo Domingu, Dominikanska Republika) je profesionalni igrač baseballa u američkoj MLB ligi. Devet puta dobitnik nagrade Silver Slugger, i jedan od samo 25 igrača u povijesti s više od 500 home runova. Njegovih 20 Grand slamova najviše je od aktivnih igrača i dva manje od Lou Gehrigovih 23 (najviše u povijesti). Posljednjih 11 godina nastupa na prestižnoj All-Star utakmici, ukupno 12 puta u karijeri.